# Kîrpîcine, Pokrovske
Kîrpîcine (în ucraineană Кирпичне) este un sat în comuna Vîșneve din raionul Pokrovske, regiunea Dnipropetrovsk, Ucraina.

## Demografie
Componența lingvistică a localității Kîrpîcine
     Ucraineană (75%)
     Rusă (25%)
Conform recensământului din 2001, majoritatea populației localității Kîrpîcine era vorbitoare de ucraineană (75%), existând în minoritate și vorbitori de rusă (25%).